# Barbaros, Antakya
Bozlu là một xã thuộc thành phố Antakya, tỉnh Hatay, Thổ Nhĩ Kỳ. Dân số thời điểm năm 2011 là 659 người.